# Liste sechseckiger Kirchen
Das Sechseck als Symbol der Allmacht Gottes wird in der Kirchenarchitektur aufgegriffen in:

## Deutschland

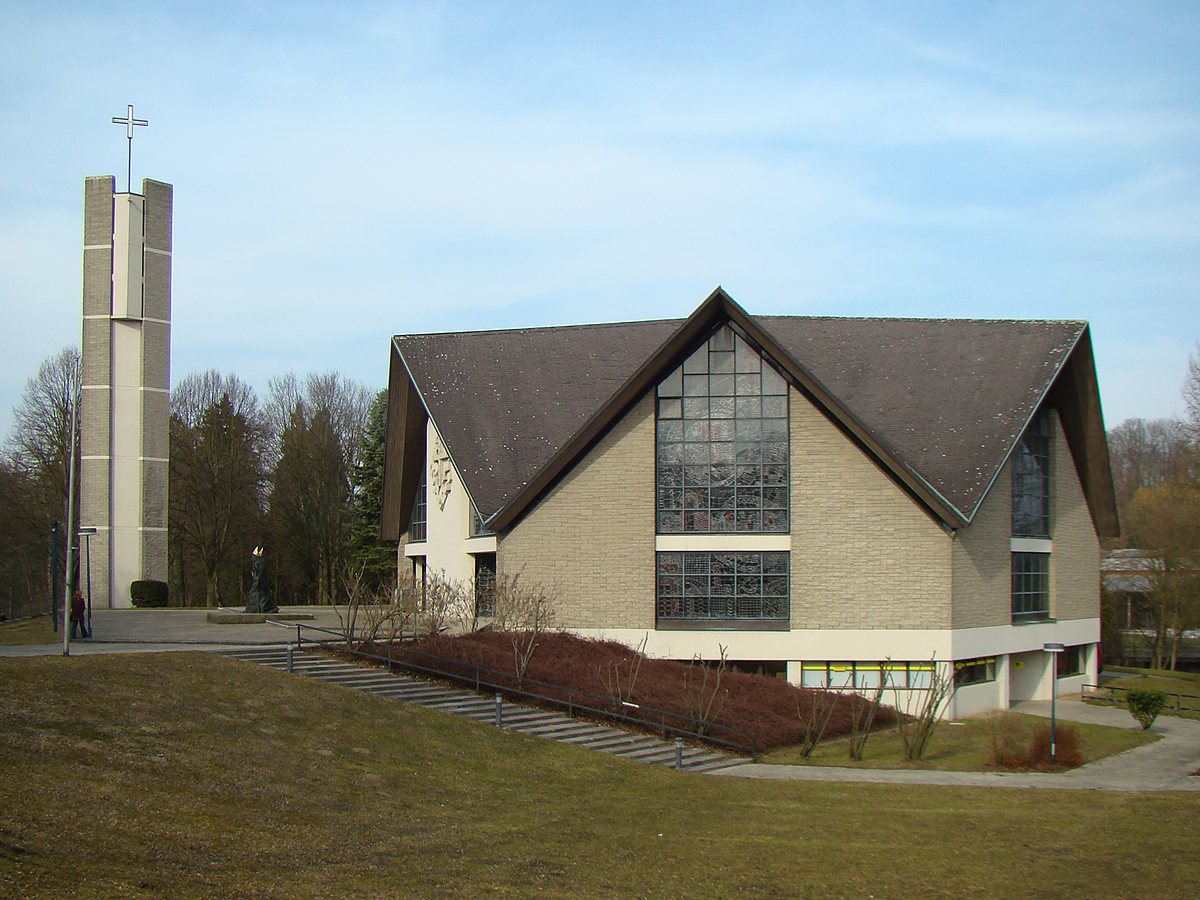
Hl. Kreuz (Angelbachtal)

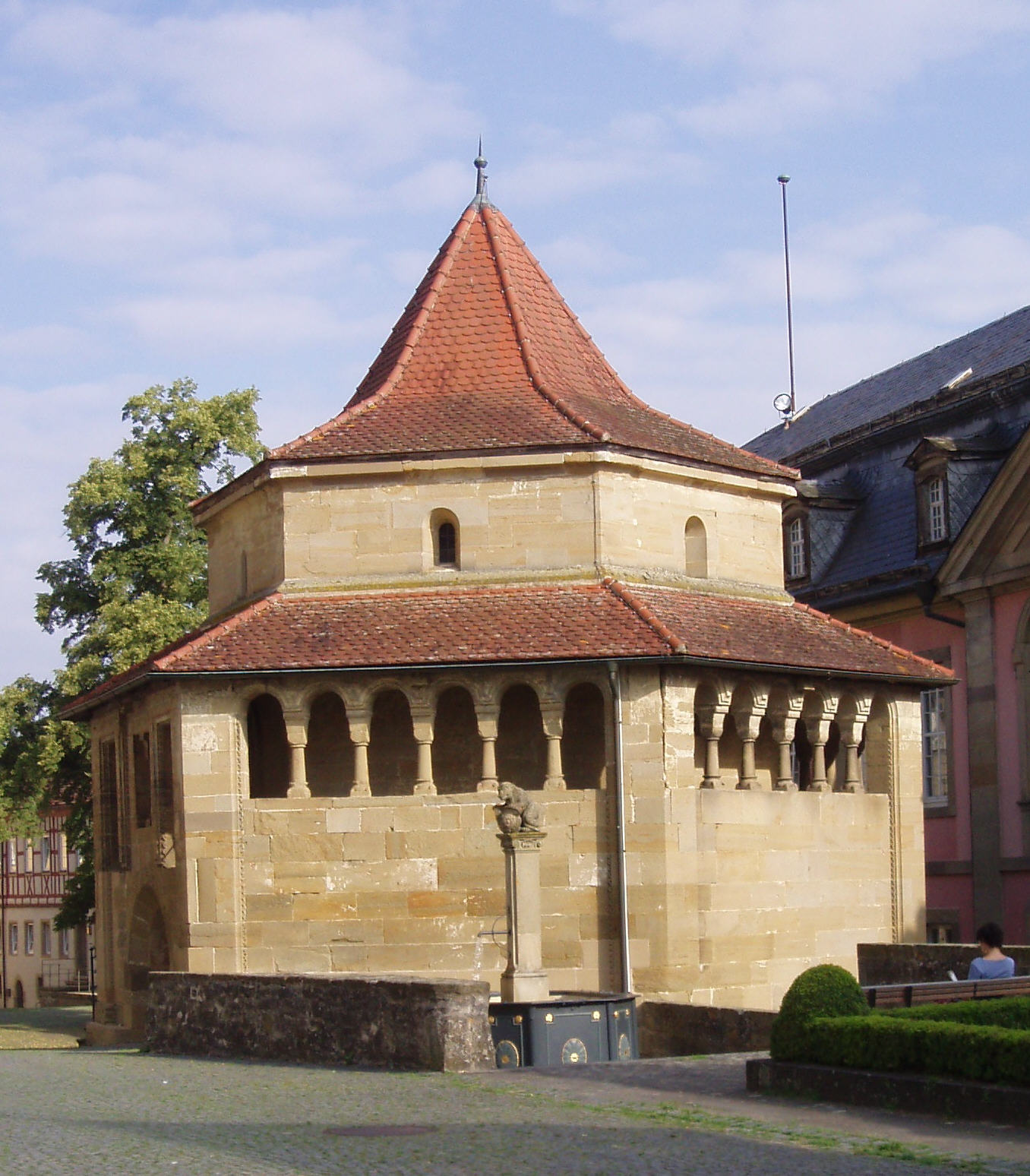
St. Erhard (Comburg)

### Baden-Württemberg
- Markuskirche (Aalen)
- Heilig Kreuz (Angelbachtal)
- St. Erhard (Comburg)
- St. Teresa (Heidelberg-Ziegelhausen)
- Wartbergkirche (Heilbronn)
- Blosenbergkirche, Leonberg
- Neuapostolische Kirche in Markgröningen
- St. Paulus (Maulburg)
- Dreifaltigkeitskirche (Sandhausen)
- St. Jakobus der Ältere (Todtnauberg)
- Versöhnungskirche (Ulm)

### Bayern
- St. Laurentius (Buchbach)
- Gertrudiskapelle (Ettal)
- St. Johannes (Kempten)
- Kreuzkirche (München)
- Wegekapelle (Neustadt an der Waldnaab)
- Kreuzkirche (Nürnberg-Schweinau)
- St. Markus (Regensburg)
- Verklärung Christi (Schongau)
- Neue Sankt-Peter-Kirche (Tirschenreuth)
- St. Walburga (Wassertrüdingen)

### Berlin
- Heilige-Geist-Kirche (Berlin-Moabit)
- Jeremia-Kirche
- Philippus-Kirche (Berlin-Friedenau)
- St. Albertus Magnus (Berlin)
- Sühne-Christi-Kirche

### Brandenburg
- Dorfkirche Bärenklau

### Hamburg
- Ansgarkirche (Hamburg-Othmarschen)

### Hessen
- Erlöserkirche (Bad Soden)
- Bethlehemkirche (Frankfurt-Ginnheim)
- Wartburgkirche (Frankfurt am Main)

### Niedersachsen
- St. Maria (Bad Fallingbostel)
- St. Paulus (Burgwedel)
- St. Nikolaus (Clausthal-Zellerfeld)
- St. Martin (Groß-Buchholz)
- St. Altfrid (Hildesheim)
- Matthäus-Kirche (Hildesheim)
- St. Michael (Nordstemmen)
- St. Elisabeth (Salzgitter)
- Baptistenkirche Wilhelmshaven

### Nordrhein-Westfalen
- Roskapellchen, Aachen
- Fürstliche Gruftkapelle (Anholt)
- St. Lambertus (Appeldorn)
- St. Vincentius (Asperden)
- Liboriuskirche (Bielefeld)
- Apostelkirche (Gütersloh)
- Evangeliumskirche (Gütersloh)
- Marienkapelle zur Trösterin der Betrübten, Haltern
- Martin-Luther-King-Kirche (Hürth)
- St. Hedwig (Iserlohn)
- Auferstehungskirche (Ittenbach)
- Gnadenkapelle Kevelaer
- Kapelle Madonna im Grünen, Köln
- St. Oliver (Laatzen)
- Christuskirche (Marienfeld)
- St. Paul (Mülfort)
- St. Pius (Münster)
- St. Maria Magdalena (Padberg)
- Evangelisch-reformierte Kirche Pivitsheide
- Evangelische Kirche Quettingen
- Evangelische Kirche Rhynern
- Nikolaikirche (Siegen),
- St. Maria Immaculata (Siegen)
- St. Lambert (Spay)
- Marienkapelle (Telgte)
- Petruskirche (Unterrath)

### Rheinland-Pfalz
- Marienkapelle (Adenau)
- Matthiaskapelle (Kobern-Gondorf)

### Sachsen-Anhalt
- Dreieinigkeitskirche (Halle)

## Frankreich
- St-Jean de Poitiers (Baptisterium)

## Italien

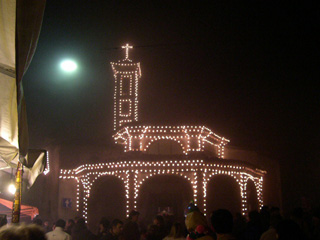
Santa Liberata (Caravaggio) bei Nacht

- Santa Liberata (Caravaggio)
- Maria Heimsuchung in der Wiese

## Libanon
- Unsere Liebe Frau von Mantara

## Österreich
- Heiligen-Geist-Kapelle Bruck an der Mur
- Debanter Pfarrkirche
- Klosterkirche der Schulschwestern
- Maria Trost (Fernitz)
- Pfarrkirche Diex
- St. Ruprecht (Bruck an der Mur)
- Pfarrkirche Saggen
- Zum Heiligen Kreuz (Wien)

## Polen
- Josef-der-Arbeiter-Kirche (Breslau)

## Schweiz
- Elisabethenkapelle Inselspital, Bern
- Neue Kirche Witikon
- St. Franziskus (Zollikofen)

## Tschechien
- Kapelle (Černotín)